# 유명우
유명우(柳明佑, 1964년 1월 10일~)는 대한민국의 전직 복싱 선수로, 前 WBA 주니어플라이급 챔피언이다. 본관은 풍산이다. 한국 프로복싱 주니어플라이급체급 사상 최다 기록을 세운 선수이다.

## 생애
서울 한강중학교 재학 시절에 복싱에 입문했으며, 3학년 때 전국학생신인선수권대회에 처음 출전했다. 1982년 프로에 데뷔해, 1984년 동양 타이틀을 따고, 이듬해 조이 올리보를 판정승으로 누르고 WBA 챔피언이 되었다. 1991년 이오카 히로키에게 패하여 타이틀을 빼앗겼으나, 이듬해 1992년에 다시 챔피언 자리에 올랐다. 이어 같은 해 은퇴하였고 이후에는 예식장, 설렁탕집, 오리고기집 등을 경영하였으며 사업으로 생긴 수입으로 복싱계를 지원하고 있다. 복싱 선수 시절인 1988년 3억8000만원의 대전료를 받고 국내 프로복서 중 최고의 소득을 올렸다.
당시 연 2억원 이상의 소득이 있었던 유명우였지만 그는 늘 대중교통을 이용했고 부친이 정년 퇴직을 한 후에야 자가용을 구입했다. 세계챔피언이 된 유명우는 성실함과 철저한 자기관리를 바탕으로 17번의 방어전을 치르며 약 6년간 정상의 자리를 굳게 지켜냈다. 그러나 91년에 이뤄진 첫 해외 원정 방어전이었던 일본(18차)에서 이오카 히로키에게 석연찮은 판정으로 타이틀을 빼앗겼다. 현역때 ‘무패 상태에서 명예롭게 은퇴하겠다’던 유명우의 꿈이 무너지는 순간이었다.
하지만 그 이후 이오카에 다시 도전해서 챔피언벨트를 일본 원정가서 되찾아왔고 명예롭게 은퇴하였다. 
유대표가 세운 '17차 방어'는 이 체급 최다이자 한국 프로복싱 사상 최다 기록이다. 한국 복싱에서 다시 나오기 어려울 것으로 보이는 '프로 36연승'의 기록도 세웠다.
한국역사상 최고의 프로 복서라고 할 수 있다

## 학력
- 서울삼성초등학교 졸업
- 서울 한강중학교 졸업
- 인천체육고등학교 졸업

## 같이 보기
- 한국권투위원회
- 홍수환
- 박종팔
- 장정구